# Orania

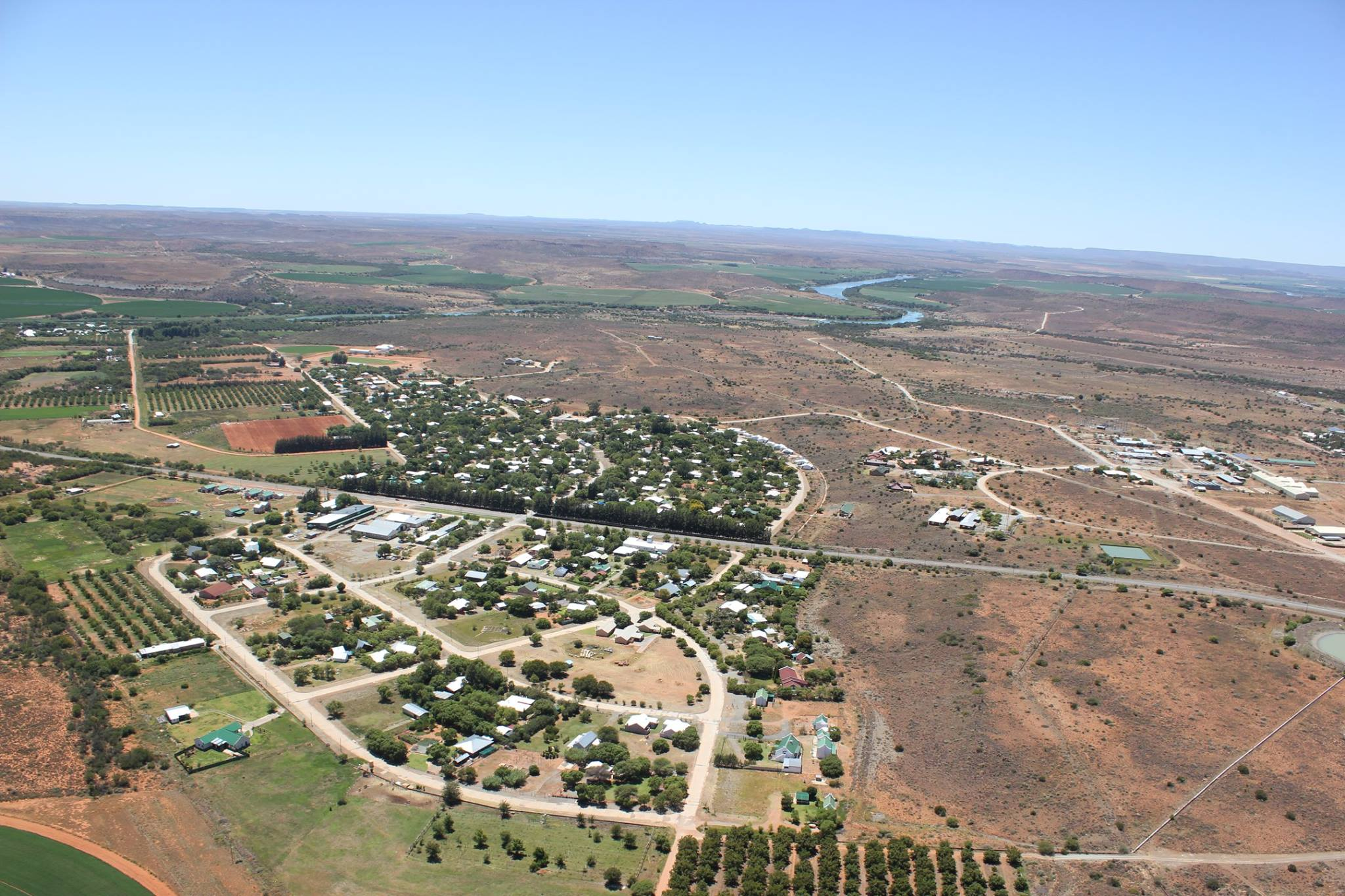
Luftbildaufnahme von Orania (2015)

Orania ist eine Siedlung in der südafrikanischen Provinz Nordkap. Sie liegt in der Halbwüstenlandschaft Karoo im Distrikt Pixley Ka Seme. In Orania dürfen seit 1990 nur Buren und Menschen, die sich als Afrikaaner identifizieren, leben. Der Ort versteht sich als Keimzelle eines neuen, burischen Staates entsprechend dem Volkstaat-Ideal. Die Einwohner sollen so selbständig wie möglich leben und arbeiten und nicht, wie in Südafrika üblich, Handarbeit etwa von schwarzen Arbeitern verrichten lassen. Derzeit (Juli 2023) leben in Orania rund 2800 Buren. Die Einwohnerzahl betrug 2011 noch rund 900 und verzeichnet ein starkes Wachstum (2022 waren es über 15 %). Die Stadtverwaltung plant aktuell den Ausbau der Infrastruktur für eine 10.000-Einwohner-Stadt.

## Gründung und Status
Im Dezember 1990 kauften etwa 40 burische Familien für etwa 1,4 Millionen Rand den damals baufälligen Ort, der aus 170 Baracken bestand, die das Wasserwirtschaftsamt der südafrikanischen Regierung einst für die Arbeiter eines Staudamms errichtet hatte. Die umgebende Fläche ist rund 3000 Hektar groß und gehört ebenfalls zu Orania. Angeführt wurden sie von Carel Boshoff, einem Schwiegersohn des früheren Premierministers Hendrik Verwoerd. Dies geschah einige Monate nach dem faktischen Ende der Apartheid und der Freilassung Nelson Mandelas. Als Motiv wurde die zunehmende Kriminalität im restlichen Südafrika angegeben, die auch zu Morden an weißen Farmern führte. 2004 brachte Orania mit der Ora eine eigene Währung heraus.
Bei den südafrikanischen Parlamentswahlen 2014 erzielte die Vryheidsfront Plus in Orania 224 von 291 Stimmen (rund 77 %), während die Partei landesweit nur auf 0,9 % kam. Die Democratic Alliance erhielt 15 %.

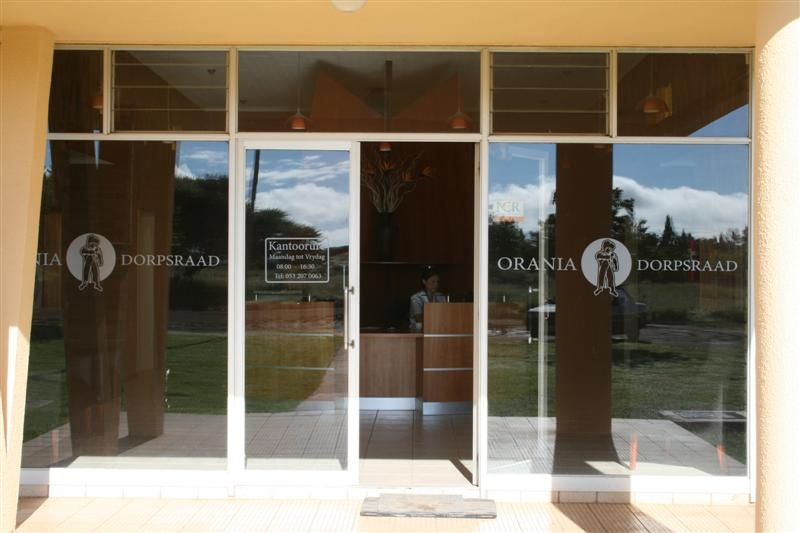
Verwaltungsgebäude von Orania

Orania ist keine offizielle Kommune, sondern es handelt sich um Privatland der dort lebenden Menschen. Die Verwaltung der Siedlung obliegt der Aktiengesellschaft Vluyteskraal Aandeleblok. Die Lebenshaltungskosten sind etwa doppelt so hoch wie im Rest Südafrikas.
Der Ort wird basisdemokratisch geleitet. Die Aktionäre wählen jährlich eine Direktion von sieben Personen mit einem Vorsitzenden. Dies ist zurzeit (2012) Carel Boshoff jr., Sohn des Gründers von Orania. Die Direktion funktioniert wie die Stadtverordnetenversammlung und stellt den Dorfmanager an, der wie ein Stadtkämmerer arbeitet. 2012 ist dies Frans de Klerk.
2012 wohnen 560 Familien in Orania. Der Ort verfügt über die modernsten Bewässerungsanlagen der Region, so dass Landwirtschaft, etwa der Anbau von Pekannussbäumen, möglich wurde. Zudem bestehen fast einhundert unternehmerische Einheiten in Orania.
Die Orania Beweging (deutsch: „Orania-Bewegung“), eine Stiftung, die das Ideal des Burenstaates ausgehend von Orania verkünden soll und für den Kontakt mit Besuchern, Interessenten und Journalisten zuständig ist, wird von Carel Boshoff jr. und Jaco Kleynhans geleitet. Laut Eigendarstellung hat die Orania Beweging rund 3000 Mitglieder und unterhält Kontakte zu einer Gruppe von Xhosa in der Provinz Ostkap sowie zu regionalistischen Bewegungen in Europa. In Südtirol gibt es die Gruppe „Südtiroler Freundeskreis der Afrikaaner – Amici sudtirolesi del popolo Afrikaaner“, die das Orania-Projekt ideell und finanziell unterstützt.
Ziel ist die Errichtung eines autonomen Gebietes, in denen die ethnisch weißen Buren die Mehrheit stellen und in dem ihre kulturelle Identität überleben kann (Volkstaat). Dieses Gebiet soll zwischen der Upper Karoo und der westlich gelegenen Atlantikküste liegen.

## Filme
Der deutsche Regisseur Tobias Lindner drehte 2012 den Dokumentarfilm Orania über die Siedlung und ihre Menschen. Der Film wurde im Juni 2013 veröffentlicht.
Der Südtiroler Regisseur Hendrik van den Driesch drehte 2013 den Dokumentarfilm Südtirol und die Buren – eine jahrzehntelange Freundschaft über die historischen und aktuellen Berührungspunkte zwischen Tirol/Südtirol und der burischen Volksgruppe in Südafrika, wobei auch ausführlich auf Orania eingegangen wird. Die Filmpremiere war am 22. Mai 2015 im Schloss Maretsch in Bozen.

## Sonstige Rezeption
Nachdem die ANC-geführte Regierung Südafrikas ein Gesetz zur erleichterten Enteignung privater Ländereien im öffentlichen Interesse einbrachte, das nach eigenen Angaben der Angleichung schwarzen und weißen Landbesitzes dienen solle, bot US-Präsident Donald Trump den Siedlern Oranias im Februar 2025 „Asyl“ an.